# SK Group
SK Group (ehemals Sunkyung) ist einer der fünf größten Mischkonzerne (Jaebeol) in Südkorea. Der Firmensitz ist in Seoul. Die Gruppe bestand 2001 aus mehr als 60 Tochterunternehmen in den Branchen Energie, Chemie, Telekommunikation, Logistik und Finanzen, hatte einen Umsatz von 48 Milliarden US-Dollar und beschäftigte rund 25.000 Mitarbeiter. Sie ist eines der fünf größten Konglomerate Südkoreas.
SK Innovation und die Continental Aktiengesellschaft haben am 10. Januar 2012 bekanntgegeben, dass diese eine weltweite Kooperation für Antriebe von Elektrofahrzeugen planen. Das Akku-Joint-Venture zwischen den beiden Unternehmen wurde jedoch bereits 2014 aufgegeben. Der Grund war der immense Wettbewerb im Akkugeschäft.
Im Dezember 2012 trat Chey Tae-won, der Neffe des Firmengründers, nach 14 Jahren an der Konzernspitze als Vorsitzender zurück.
Auf dem deutschen Markt sind vor allem optische und magnetische Speichermedien (CD-R, DVD+/-R, Kassetten) von SKC vertreten.
2019 führte die SK Group als erster Jaebeol die Viertagewoche ein.

## Geschäftsbereiche und Tochterunternehmen

### Energie und Chemie
- SK innovation
- SK energy
- SK global chemical
- SK lubricants
- SK incheon petrochem
- SK trading international
- SK chemicals
- SKC
- SK E&S
- SK gas
- SK biopharmaceuticals
- SK bioscience

### IT und Halbleiter
- SK telecom
- Sk planet
- SK hynix
- SK siltron
- SK broadband
- SK telesys
- SK telelink
- SK communications

### Marketing und Service
- SK networks